# Don Camillo et les Contestataires
Ne doit pas être confondu avec Don Camillo et ses contestataires.
Série Don Camillo
Don Camillo en Russie
(1965)
Pour plus de détails, voir Fiche technique et Distribution.
Don Camillo et les Contestataires (Don Camillo e i giovani d'oggi) est un film franco-italien de Mario Camerini sorti en 1972.

## Synopsis
Italie, 1972. Dans le pays de Peppone et de Don Camillo, les choses ont bien changé. Tout d'abord, une nouvelle pharmacienne est arrivée, Jole Bognoni dont le mari est, lui aussi, pharmacien ; tous deux sont communistes. Les deux rivaux historiques ont cependant bien d'autres problèmes. Le fils de Peppone, surnommé Veleno, porte les cheveux longs selon la mode ; c'est le chef des Capelloni de la Basse. Don Camillo a une nièce, la jeune Catherine, une Marseillaise et rebelle qui se fait appeler Cat, diminutif de « Caterpillar » (chenille, en anglais). Catherine est fiancée avec Ringo, chef de bande des Scorpion de ville, rivaux de Veleno. Elle est envoyée en Italie dans la paroisse de Don Camillo, par sa mère, pour être rééduquée.
Don Camillo a un nouveau coadjuteur aussi en paroisse, Don Francesco, envoyé par la curie après le Concile de Vatican II, étant donné que le curé s'obstine à célébrer la messe selon l'ancien rite. Ils discutent sur les problèmes sociaux. Il est ensuite transféré dans une paroisse de montagne, à la suite du scandale en curie après l'élection de Cat au titre de Miss Unité du Parti communiste italien local pour la Fête de l'Unité (Festa de l'Unità). C'est finalement Don Francesco qui demande à l'Évêque d'être transféré dans la paroisse de montagne, à la suite d'une crise spirituelle lorsqu'il s'éprend de Cat ; Don Camillo revient à son poste.
L'élection de Cat au titre de Miss Unité est également un coup dur pour Peppone, qui ne manque déjà pas de difficultés, après la création de la cellule chinoise de la part du couple Bognoni après que Veleno les a purgés.
Une histoire d'amour naît entre Veleno et Cat et, après beaucoup de péripéties, ils se marient. Finalement, Peppone réussira à maintenir son rôle de chef communiste en pouvant continuer, ainsi, avec Don Camillo leur longue amitié / rivalité.

## Fiche technique
- Titre original : Don Camillo e i giovani d'oggi
- Titre français : Don Camillo et les Contestataires
- Réalisation : Mario Camerini
- Assistant réalisateur : Maria Sofia Scandurra et Gigi Oliviero (crédité comme Luigi Oliviero)
- Scénario : Adriano Baracco, Leonardo Benvenuti, Mario Camerini, Piero De Bernardi et Lucio De Caro, d'après Giovannino Guareschi
- Direction artistique : Amedeo Mellone
- Costumes : Andrea Zani
- Photographie : Claudio Cirillo
- Son : Bruno Brunacci
- Montage : Tatiana Casini Morigi
- Musique : Carlo Rustichelli
  - Chansons : To Wake Up in the Morning et To Be a Horse de Paolo Rustichelli
- Production : Luigi Rovere
- Sociétés de production : Francoriz Production, Rizzoli Film
- Sociétés de distribution : S.N. Prodis (France) ; Cineriz
- Pays d'origine :  Italie /  France
- Langue originale : italien
- Format : couleur/noir et blanc — 35 mm — son mono
- Genre : comédie
- Durée : 111 minutes
- Dates de sortie :
  - Italie : 1972
  - France : 11 octobre 1972

## Distribution
- Gastone Moschin (V.F. : Francis Lax) : Don Camillo
- Lionel Stander (V.F. : Claude Bertrand) : Giuseppe Bottazzi dit « Peppone »
- Carole André (V.F. : Monique Thierry) : Caterina "Cat" Tarocci, la nièce de Don Camillo
- Daniele Dublino (it) (V.F. : Jean-Louis Jemma) : Don Francesco
- Denis Savignat : Jésus-Christ (voix)
- Paolo Giusti : Michele Bottazzi, "Veleno", le fils de Peppone
- Dolores Palumbo : Maria
- Elvira Tonelli : Jole Bognoni, la pharmacienne
- Luciano Bartoli (it) : Ringo

## Tournage
Inspiré du roman homonyme de Giovannino Guareschi et sixième opus de la saga Don Camillo, Don Camillo et ses contestataires est mis en chantier en 1970 sous la direction de Christian-Jaque, mais doit s'interrompre en raison de la maladie de Fernandel puis de sa mort. Les producteurs ayant décidé de remplacer l'acteur, Gino Cervi (alias Peppone) et le réalisateur Christian-Jaque, pour qui un Don Camillo ne pouvait se faire sans Fernandel, quittent le projet.
Le tournage reprend avec Mario Camerini à la réalisation, Gastone Moschin dans le rôle de Don Camillo et Lionel Stander dans celui de Peppone. À sa sortie, le film est renommé « Don Camillo et les Contestataires » mais il ne connaît pas le succès des précédents films.

## Autour du film
- Il s'agit du premier film de la série de Don Camillo, sur l'après Mai 68 et les revendications de la jeunesse qui voulait sortir des vieux carcans et, le film s'en ressent, avec un Don Camillo et un Peppone vieillissants face à une nouvelle génération rebelle incarnée par la nièce du premier et le fils du second. C'est à cette jeunesse, ayant soif de nouveauté, que fait référence les «  Contestataires » du titre (en italien, Don Camillo e i giovani d'oggi signifiant Don Camillo et les jeunes d'aujourd'hui).
- Le fils de Peppone et la nièce de Don Camillo appartiennent à des bandes rivales de motards, ce qui rappelle entre autres les films de moto, notamment américains, comme L'Équipée sauvage et Easy Rider qui devenaient très à la mode à cette époque.
- La nièce de Don Camillo porte le nom de famille Tarocci, le même utilisé par Don Camillo pour se rendre en Union soviétique incognito dans le film précédent. Ce qui laisse à penser que ce nom serait son véritable patronyme puisque Catherine est la fille de sa sœur, à moins qu'il ne s'agisse du nom de son beau-frère, le père de Catherine.